# Cyrtandra treubiana
Cyrtandra treubiana är en tvåhjärtbladig växtart som beskrevs av Rudolf Schlechter. Cyrtandra treubiana ingår i släktet Cyrtandra och familjen Gesneriaceae. Inga underarter finns listade i Catalogue of Life.